# Major (États-Unis)
Pour les articles homonymes, voir Major (homonymie).
Major est un grade d'officier militaire dans l'United States Army, l'United States Air Force et l'United States Marine Corps. Il est situé entre le grade de captain et de lieutenant-colonel.